# 趙擇雅
趙擇雅，字著堂，贵州福泉人，清政治人物、進士出身。

## 生平
同治十年（1871年）辛未科進士，三甲一百四十八名，后事不詳。